# Абдаллах ибн Хамдан
Абу-л-Хайджа Абдаллах ибн Хамдан (араб. أبو الهيجاء عبد الله بن حمدان‎; ум. 929) — один из ранних представителей арабской шиитской династии Хамданидов, аббасидский военачальник и политический деятель, занимавший пост вали Мосула в 925—929 годах. Участвовал в сражении при Таманне, которое окончилось решительной победой халифата. В 908 году, когда его брат Хусейн поднял восстание против халифа, по приказу последнего организовал преследование, но не смог догнать родственника. Однако позже Хусейна всё же арестовали, а Абдаллаха на короткое время отправили за решётку, но затем освободили и поставили в оборону путей хаджа. Здесь его отряд подвергся атаке карматов, и Абдаллах попал в плен. Позже его освободили со всеми заложниками, и в 925 году халиф определил Абдаллаха вали Мосула. В дальнейшем он принимал участие в отражении очередного нападения карматов, а затем участвовал в свержении халифа, которое закончилось удачно, однако против нового халифа сразу же поднялись недовольные, в сражении против которых Абдаллах и погиб.
Два сына Абдаллаха, Сайф ад-Даула и Насир ад-Даула, стали вскоре после его смерти независимым эмиром Алеппо и квазинезависимым эмиром Мосула соответственно.

## Биография
Абдаллах был сыном эпонима династии Хамданидов, Хамдана ибн Хамдуна. Его семья принадлежала к племени таглибидов, которое поселилось на плато Бадият-эль-Джазира в Северной Месопотамии ещё до начала арабских завоеваний. В период десятилетней анархии в Самарре (861—870 годы) таглибиды воспользовались ослаблением Аббасидского халифата чтобы утвердиться в Северной Месопотамии и захватить контроль над территорией с центром в Мосуле.
В 903 году вместе со своим братом Хусейном Абдаллах принял участие в сражении при Таманне, которое окончилось решительной победой Аббасидов и привело к фактическому разгрому карматского движения в Сирийской пустыне. В 908 году Абдаллах получил от халифа приказ преследовать Хусейна, который оказался замешан в неудачном заговоре, направленном на узурпацию трона аль-Муктадир Биллаха в пользу его старшего брата Абдуллаха ибн аль-Мутазза, однако не смог поймать его. Пока Абдаллах гонялся за Хусейном, их брат Ибрагим, наместник Дияр Рабии, договорился о помиловании заговорщика и принятии его на службу в халифате. В 914/15 году Хусейна сняли с должности из-за открытого конфликта между ним и визирем халифата. Тогда Хусейн поднял открытое восстание, собрав под своим началом 30 тысяч человек, и разбил первую посланную против него армию, но после сдался и был провезён верхом на верблюде нагишом в «чепце позора», а в октябре или ноябре 918 года казнён. Из-за этих событий Ибрагима и Абдаллаха на короткое время заключили за решётку, однако вскоре освободили. После выхода на свободу в 919 году Абдаллах присоединился к главнокомандующему халифата Му’нису ал-Хадиму в его наступлении на мятежного наместника Азербайджана Юсуфа ибн Абу-с-Саджа, а в 920 году халиф назначил его управляющим округами Тарик-Хорасан и Динавар. В 923/24 годах обострились отношения Аббасидов и карматского государства. Халиф назначил Абдаллаха командующим обороны путей хаджа от нападения карматских разбойников. В годы его службы, во время возвращения из Мекки Абу Тахир аль-Джаннаби и его люди атаковали караван, возвращающийся из Мекки в Багдад. В ходе развернувшегося сражения они одержали победу, а Абдаллах и несколько аббасидских придворных попали в плен. Уже в следующем году Хамданиду удалось договориться об освобождении всех заложников, заплатив значительный выкуп.
В 925 году халиф назначил Абдаллаха вали Мосула, в придачу передав в управление области Безабде и Карда к востоку от Тигра. Управлял ими в основном его сын аль-Хасан, в то время как Абдаллах, будучи приближённым к аббасидскому двору, большую часть своего времени проводил в Багдаде и всё больше погружался в хитросплетения власти в халифате. Он не следовал пути своего брата Хусейна, находился в союзе с Му‘нисом и даже поклялся с Ибрагимом сражаться на его стороне, пока у того «не вырастет борода».
В 927 году в Ирак вторглись карматы, которые угрожали захватить Багдад. Абдаллах с Ибрагимом присоединились к Му‘нису и аббасидской армии в борьбе с угрозой. Арабские источники приписывают главную роль в попытке отражения нападения именно Абдаллаху. Во главе армии из более чем 40 тысяч человек он и Му‘нис направились в наступление на 2 тысячи карматов. Однако, как отмечает востоковед Хью Кеннеди, эти подразделения были наспех мобилизованы и не подготовлены, в связи с чем значительно уступали карматским отрядам. Регулярные силы халифата даже в чрезвычайных обстоятельствах не превышали 10 тысяч человек. Поэтому вместо открытого боя Му‘нис и Абдаллах прорыли каналы, разрушили мосты и затопили поля на пути в Багдад, пытаясь остановить продвижение противника. Идею разрушения моста через Нахр Зубара источники приписывают именно Абдаллаху. Продвижение карматской армии остановилось 7 января 928 года, когда она находилась в пределах видимости башен Багдада.
Вскоре после этого стремящийся стать главнокомандующим халифата полководец Харун ибн Гариб во главе основной армии подавил восстание карматов, населявших земли близ аль-Киифы, которые были воодушевлены наступлением своих единоверцев. Халиф уполномочил его получать доходы с персидского Ирака и увольнять и нанимать всех государственных служащих в провинции. Воспользовавшись этим, Харун уволил Абдаллаха с поста наместника Динавара. Последний пришёл в ярость и поклялся отомстить противнику. Харун тем временем сцепился с Назуком (или Вазуком), начальником городской охраны и службы правопорядка Багдада, который арестовал несколько особо шумных людей из его компании. Назук пожаловался халифу, но тот отнёсся с пренебрежением. Тогда начальник охраны задался целью сместить халифа, вступив для этого в союз с Абдаллахом. 27 февраля они свергли аль-Муктадир Биллаха в пользу его сводного брата аль-Кахир Биллаха. Последний щедро вознаградил Абдаллаха, выдав ему обширное наместничество, но достаточно быстро столкнулся с недовольными своим правлением и был осаждён во дворце со своими сторонниками. Здесь Хамданид и погиб, защищая аль-Кахир Биллаха от нападавших. Как отмечают средневековые арабские источники, он обладал всеми качествами великого человека — честностью, щедростью и храбростью. Его смерть настолько опечалила халифа аль-Муктадир Биллаха, который уже простил его мятеж, что он лично её оплакивал.

## Наследие
Сын Абдаллаха аль-Хасан, получивший известность под своим лакабом Насир ад-Даула, захватил власть в Бадият-эль-Джазира и Мосуле, где под его контролем образовался де-факто зависимый от халифов эмират Хамданидов. Как отец, он был погружён во внутренние перипетии и интриги двора аббасидских халифов, пытаясь сделать последних своими марионетками. Его потомки правили Мосулом, пока в 990 году к власти не пришла династия Укайлидов. Младший сын Абдаллаха Али, получивший известность как Сайф ад-Даула, основал свой собственный эмират в Алеппо и северной Сирии в середине 940-х годов. Он активно противостоял вторжениям Византии и Фатимидов, а также получил известность как покровитель искусств. Хамданиды правили Алеппо до 1002 или 1005 года.